# Medio compartido
En telecomunicaciones, un medio compartido es un medio o canal de transferencia de información que sirve a más de un usuario al mismo tiempo.
Para que la mayoría de los canales funcionen correctamente, no más de un usuario puede estar transmitiendo a la vez, por lo que siempre debe estar en vigor un método de acceso al canal.
En la conmutación de circuitos,cada usuario normalmente obtiene una parte fija de la capacidad del canal. Un esquema de multiplexación divide la capacidad del medio. Los esquemas comunes de multiplexación incluyen multiplexación por división de tiempo y multiplexación por división de frecuencia. Los métodos de acceso al canal para la conmutación de circuitos incluyen acceso múltiple por división de tiempo, acceso múltiple por división de frecuencia, etc.
En la conmutación de paquetes, el intercambio es más dinámico. — cada usuario ocupa poca o ninguna capacidad cuando está inactivo y puede utilizar toda la capacidad si transmite mientras todos los demás usuarios están inactivos. Los métodos de acceso al canal para la conmutación de paquetes incluyen acceso múltiple con detección de portadora, paso de token, etc.